# طب علمي
الطب العلمي هو علم وممارسة الرعاية للمريض، إدارة التشخيصات المرضية، العلاج، الوقاية، التخفيف من مرض أو اصابة المرضى وتحسين صحتهم. يشمل الطب العلمي العديد من الممارسات الصحية المتطورة للحفاظ على الصحة واستعادتها عن طريق الوقاية ومعالجة المرض. الطب المعاصر يطبق في العلوم الطبية الحيوية، البحث الطبي، علم الوراثة الطبية، والتقانة الطبية للتشخيص وللمعالجة وللوقاية من الاصابات والامراض عن طريق الأدوية أو الجراحة؛ وأيضًا من خلال علاجات متنوعة أخرى كالعلاج النفسي، الجبائر الخارجية، الأجهزة الطبية، المستحضرات الدوائية الحيوية، والعلاج بالأشعة وغيرها.

## التسمية
الطب العلمي هو مصطلح وصفي يطلق على «أسلوب الطب المشتق من المنهج الإصلاحي لفلكسنر الذي كان يستهدف إصلاح التعليم الطبي والنظرية الجرثومية، وذلك في أوائل العقد الأول من القرن العشرين».

## التاريخ
لقد ناقش رومانو (Romano) تصاعد أهمية تطبيق العلوم في الطب في أواخر القرن التاسع عشر، كما أوضح أن «الجيل السابق أيضًا كان دائمًا ما يعتقد أن الطب الذي يمارسه يقوم بالفعل على أسس علمية [...] ومن نواحٍ عدة، كان مصطلح الطب العلمي محاولة ناجحة لكسب الحلفاء؛ فلم يكن أحد يجرؤ على تأييد علوم الطب التي لا تقوم على أسس علمية. ولقد تغيرت معاني الطب العلمي على مر الزمن [...] [ولقد] استغرق الأمر نزاعات عدة حتى تضاءل الالتباس والشمولية في معنى مصطلح الطب العلمي إلى أن أصبح أكثر وضوحًا.»
تفرق بعض الاستخدامات المعاصرة بين «الطب العلمي» (بمعنى الطب التقليدي السائد) و«الطب البديل».

## الفروع
يعمل الأطباء معًا في فريق طبي متعدد التخصصات، ومن خلال ذلك يشارك العديد من المهنيين الصحيين المدرَبين تدريبًا عاليًا إلى جانب الممارسيين الطبيين لتقديم الرعاية الصحية الحديثة. ومن الأمثلة على ذلك: الممرضين، فنيي الطوارئ الطبية والمسعفين، وعلماء المختبرات، والصيادلة، وأطباء الأقدام، وأخصائيي العلاج الطبيعي، والمعالجين التنفسيين، ومعالجي النطق واللغة، والمعالجين المهنيين، ومصوري الأشعة، وأخصائيو التغذية، والمهندسين الحيويين، والفيزيائين الطبيين، والجراحون ومساعدينهم، والتقنيين الجراحيين.
يتداخل الطب البشري مع العديد من المجالات الأخرى، بينما يعتبر البعض طب الأسنان تخصصًا منفصلًا عن الطب؛ الا أنه يعتبر من المجالات الطبية.
عادةً ما يكون المريض الذي يتم إدخاله إلى المستشفى تحت رعاية فريق محدد بناءً على مشكلة المريض الأساسية، وقد يتفاعل الفريق المحدد مع فريقٍ آخر؛ فعلى سبيل المثال قد يُحدَد فريق طب القلب كالفريق الرئيسي والذي قد يتفاعل بعد ذلك مع فريق من تخصص آخر كفريق الجراحة والأشعة للمساعدة في تشخيص مشكلة المريض أو معالجة المشكلة أو أي تعقيدات/تطورات لاحقة.
للأطباء العديد من التخصصات الرئيسية والفرعية المذكورة أدناه. هناك اختلافات من دولة إلى أخرى فيما يتعلق بالتخصصات.
الفروع الرئيسية للطب هي:
- العلوم الأساسية للطب، وهي ما يتعلمه كل ممارس طبي ويعود البعض إليه في مجال البحوث الطبية الحيوية
- التخصصات الطبية
- المجالات الطبية المتداخلة، حيث تختلط مجالات التخصصات الطبية لتعمل في كل حدث.